# Zi Kar
Zi Kar (arab. ذي قار) – jedna z 18 prowincji Iraku. Znajduje się w południowo-wschodniej części kraju. Stolicą prowincji jest miasto An-Nasirijja.